# Prados (kommun)
Prados är en kommun i Brasilien.   Den ligger i delstaten Minas Gerais, i den sydöstra delen av landet, 700 km sydost om huvudstaden Brasília. Antalet invånare är 8 395.
Omgivningarna runt Prados är huvudsakligen savann. Runt Prados är det ganska glesbefolkat, med 30 invånare per kvadratkilometer.